# Paradiestus
Paradiestus là một chi nhện trong họ Corinnidae.

## Các loài
- Paradiestus aurantiacus Mello-Leitão, 1915
- Paradiestus egregius (Simon, 1896)
- Paradiestus giganteus (Karsch, 1880)
- Paradiestus penicillatus (Mello-Leitão, 1939)
- Paradiestus vitiosus (Keyserling, 1891)